# Prothrinax
Prothrinax är ett släkte av fjärilar. Prothrinax ingår i familjen nattflyn.
Kladogram enligt Catalogue of Life:
| Prothrinax | \| \| Prothrinax incana \| \| \| \| \| \| Prothrinax luteomedia \| \| \| \| |
|            | \| \| Prothrinax incana \| \| \| \| \| \| Prothrinax luteomedia \| \| \| \| |
|            | Prothrinax incana                                                           |
|            |                                                                             |
|            | Prothrinax luteomedia                                                       |
|            |                                                                             |